# 蔡德允
蔡德允，SBS（1905年11月26日—2007年6月10日），女性，古琴演奏家、藝術教育家，擅書法、昆曲及詩詞。先後居住於上海及香港兩地，1964年起長期擔任新亞國樂會導師。2006年成為香港浸會大學第一屆榮譽大學院士。被學者荣鸿曾称為“中国最后一代的文人”。

## 生平
1905年在湖州雙林鎮出生，母為姚淑，父為蔡止穆，有二個哥哥、一個妹妹。3歲時隨父母遷居上海。8岁就读家族經營的上海「湖州旅沪公学」的小学部。從小學習詩詞、書法和音樂，曾涉獵小提琴、小號、風琴、笛子、笙等樂器，也習唱崑曲。
15歲進入上海南洋女子師範學校學習，17岁畢。1924年進入衛理公會主辦的慕爾堂高等專修學校，三年后畢業，並留校任教中國文學和英語二年。1928年與沈鴻來結婚，並於1929年誕下其子沈鑒治。
1937年，國民政府鹽務局因日本侵華戰爭在香港設立分支辦公室，沈鴻來被派任前往，蔡德允母子因而一同移居香港。居住香港期間，蔡德允在一家法國銀行擔任秘書。1941年起從泛川派琴人沈草農學琴，曲目依序為〈陽關三疊〉、〈平沙落雁〉和〈普庵咒〉。1941年，香港被日軍佔領，由於不能攜帶家眷，沈鴻來拒絕同國民政府疏散至重慶，一家人在幾個月後返回上海。居住上海期間，蔡德允繼續向沈草農習琴，參與今虞琴社活動，也向鄭傳鑒學唱崑曲及吹奏曲笛。曾向張子謙學習〈龍翔操〉。
1950年蔡德允一家再度移居香港。她常與徐文鏡、周士心、呂振原、吳純白、饒宗頤、吳宗漢等人舉行雅集，地點多選在志蓮淨苑。曾受袁仰安之邀為電影《孽海花》和《絕代佳人》彈奏配樂。
1964年應新亚书院之聘成爲新亞國樂會导师。在新亞書院之外，她也收私人學生，不少香港琴人均受教於蔡德允。1998年，其弟子成立「德愔琴社」。
2002年，獲頒銀紫荊星章。2006年，香港浸會大學授予第一屆榮譽大學院士。
2007年6月10日逝世，當月16日在香港殯儀館舉行葬禮。

## 琴藝
最喜歡的琴曲是〈瀟湘水雲〉，也常在詩詞中引用，此曲亦是她唯一商業發行的錄音，收錄於約翰·列維（John Levy）錄製的《中國古典音樂》中。2000年出版的《蔡德允的古琴藝術》則由非正式錄音集結而成。
她自己只使用絲絃彈奏，但不介意學生使用鋼絃。

## 教學
教學時以傳統的對彈和模仿為主，但並非嚴格採用此法，學生可與其討論、調整詮釋。
她的學生眾多，例如：潘重規、謝方回、屈志仁、張世彬、卞趙如蘭等學者，以及作家胡菊人。

## 作品
- 《蔡德允的古琴藝術》，龍音製作，2000年
- 《愔愔室琴譜》，香港中文大學，2000年
- 《愔愔室詩詞文稿》，香港浸會大學，2003年

## 註腳
1. ↑  榮鴻曾（Bell Yung）為美國匹茲堡大學音樂系退休教授

## 外部連結
- YouTube上的蔡德允頻道
- 蔡德允的Discogs页面（英文）
- 蔡德允教學及研究基金，香港浸會大學中國語言文學系中國傳統文化研究中心
- 蔡德允書寫的《愔愔室銘》 （页面存档备份，存于），香港記憶